# Минсер, Джейкоб
Джейкоб Минсер (Якоб Минцер, англ. Jacob Mincer; 15 июля, 1922, Томашув-Любельский, Польша — 20 августа 2006, Нью-Йорк, США) — американский экономист польского происхождения, основатель современной экономики труда.
Член Национальной академии наук США (2000).

## Биография
Якоб родился 15 июля 1922 года в городке Томашув-Любельский, в Польше, в семье отца Исаака Минсера и матери Деборы Эйзен.
В 1938 году он поступил в колледж Брно Чехословакии, а когда пришла Вторая мировая война, всё время находился в концентрационных лагерях в Чехословакии и Германии. Его родители и две сестры бежали на восток, но были убиты наступающей немецкой армией.
В 1948 году он покинул Польшу и приехал в США по стипендии от фонда Гилель в Университет Эмори.
В 1950 году получил степень бакалавра искусства в Университет Эмори, в 1957 году получил степень доктора философии в Колумбийском университете.
Преподавательскую деятельность начал в Сити-колледже в период 1954—1957 годов, затем в Чикагском университете в течение 1957—1959 годов.
С 1959 года начинает преподавать, а с 1962 года в качестве профессора экономики в Колумбийском университете до своего ухода в отставку в 1991 году.
С 1960 года был членом Национального бюро экономических исследований, затем преподавал в Еврейском университете в Иерусалиме, Стокгольмской школе экономики.
В 1967 году Минсер был избран членом Американской статистической ассоциации, а с 1975 года — членом Эконометрического общества, в 1972—1976 годах — членом Комитета по переписи населения при Американской экономической ассоциации. Он также является членом редколлегии журналов: с 1977 года — «Review of Economics and Statistics», а с 1979 года — «Economics of Education Review»
.
Минсер умер в возрасте 84 лет 20 августа 2006 года после осложнений болезни Паркинсона, оставив жену и двух дочерей, Дебору и Каролин, его сын Даниил умер в 1985 году.

## Основной вклад в науку
Джекоб Минсер первый предложил термин человеческий капитал в своей статье «Инвестиции в человеческий капитал и персональное распределение дохода» за 1958 год. Статья по сути явилась первой попыткой создания теории человеческого капитала, где персональное распределение доходов среди индивидуумов объяснены исключительно в результате полученного ими же самими профессионального обучения.
Его именем названо уравнение Минсера, представляющие оценки доходов от инвестиций в человеческий капитал.
В своей книге «Образование, опыт и доходы», опубликованной в 1974 году изложил концепцию периода обгона (англ. over-taking  period): некоторые соискатели работы в возрасте до 30 лет выбирают самую высокооплачиваемую из тех, которые им доступны, другие — ту, за которую сегодня платят меньше, но завтра будут платить больше. Таким образом после 7-8 лет работы на производстве те, кто поначалу выполнял низкооплачиваемую работу, «перегоняют» тех, кто занимал более высокооплачиваемые должности, в результате чего кривая, описывающая экспоненциальную зависимость заработка, взмывает вверх.

## Награды
За свои достижения в экономической теории Минсер был неоднократно награждён:
- 1970 — стипендия Гуггенхайма[11],
- 1991 — почётный доктор права Чикагского университета,
- 2002 — премия IZA Института экономики труда[12],
- 2004 — вступительная премия Минсера от Общества экономики труда[13].

## Память
Общество экономики труда учредило премию имени Минсера.